# Dusona recta
Dusona recta là một loài tò vò trong họ Ichneumonidae.